# Mijaíl Jurjew Wielhorsky

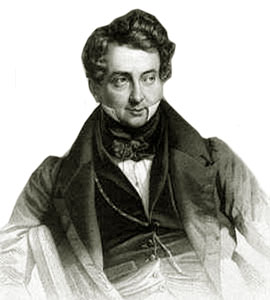
Retrato de Mijaíl Jurjew Wielhorsky hacia 1820.

Mijaíl Jurjew Wielhorsky (Volinia, 11 de noviembre de 1788 - Moscú, 10 de octubre de 1856) fue un aristócrata ruso de origen polaco, mecenas (junto a su hermano Matvey) de artistas y aficionado a la música, tanto como intérprete de violonchelo y piano, como compositor (es el autor de dos sinfonías, obras de cámara y de una ópera titulada Los gitanos). Tuvo una selecta educación musical (entre sus maestros figuraron el español Vicente Martín y Soler y, en París, Luigi Cherubini). Instalado definitivamente en San Petersburgo en 1810, apoyó la carrera de Mijaíl Glinka y de Antón Rubinstein y, en general, promovió la vida musical sanpetersburguesa, donde tenía gran influencia debido a su amistad con el zar Nicolás I. Mostró su entusiasmo por la música de Hector Berlioz durante su estancia del compositor francés en Rusia y mantuvo gran amistad con Franz Liszt, quien realizó un arreglo de una melodía de Wielhorsky en su obra Lyubila ya-Romance S.577.